# Kertasana
Kertasana is een bestuurslaag in het regentschap Serang van de provincie Banten, Indonesië. Kertasana telt 4553 inwoners (volkstelling 2010).